# Guillonville
Guillonville é uma comuna francesa na região administrativa do Centro, no departamento Eure-et-Loir. Estende-se por uma área de 27,13 km². Em 2010 a comuna tinha 461 habitantes (densidade: 17 hab./km²).